# Ignazio Pollice

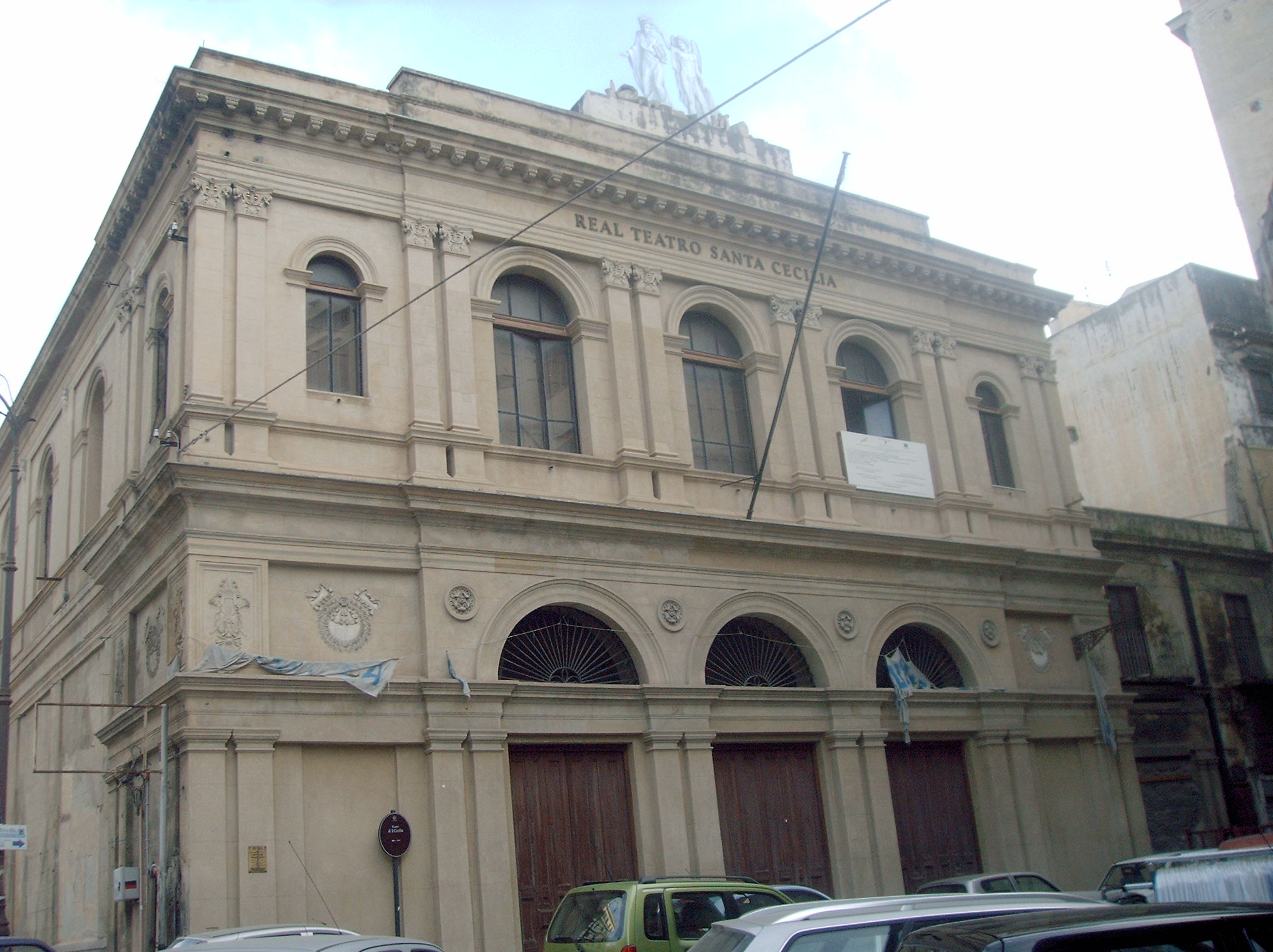
Teatro Santa Cecilia di Palermo. Qui, nel 1693, fu eseguita per la prima volta l'opera sacra di Pollice.

Ignazio Pollice talvolta Pulici (... – 1705) è stato un compositore italiano di epoca barocca, palermitano floruit nel 1684.

## Biografia
È famoso soprattutto per la sua L'innocenza pentita: o vero la Santa Rosalia, che nel 1693 inaugurò il Teatro Santa Cecilia di Palermo, appena costruito.
Sono pochi i dettagli biografici della vita di Pollice, ma è nota una parte della sua storia performativa. Fu un rappresentante della Scuola musicale napoletana, e scrisse in un periodo dominato da Alessandro Scarlatti, anch'egli palermitano. A Palermo la lirica arrivò tardi, e soprattutto da Napoli; molti teatri d'opera e altre istituzioni musicali furono fondati in città negli ultimi decenni del XVII secolo. Pollice scrisse sia musica sacra che profana, tra cui l'oratorio del 1705 La vita rediviva nell'inventione di Santa Croce, i dialoghi Assalone ribelle e Scalae Jacob (1684 e 1700, rispettivamente), e l'opera Isabella ovvero il Principe ermafrodito (1685). Il dramma sacro L'innocenza pentita ovvero la Santa Rosalia fu rappresentato per la prima volta il 28 ottobre 1693 nel nuovo Teatro Santa Cecilia; il libretto era di Vincenzo Giattino; il nuovo teatro fu costruito dall'Unione dei Musici.